# Borzytuchom
Borzytuchom (Duits: Borntuchen) is een dorp in het Poolse woiwodschap Pommeren, in het district Bytowski. De plaats maakt deel uit van de gemeente Borzytuchom en telt 820 inwoners.

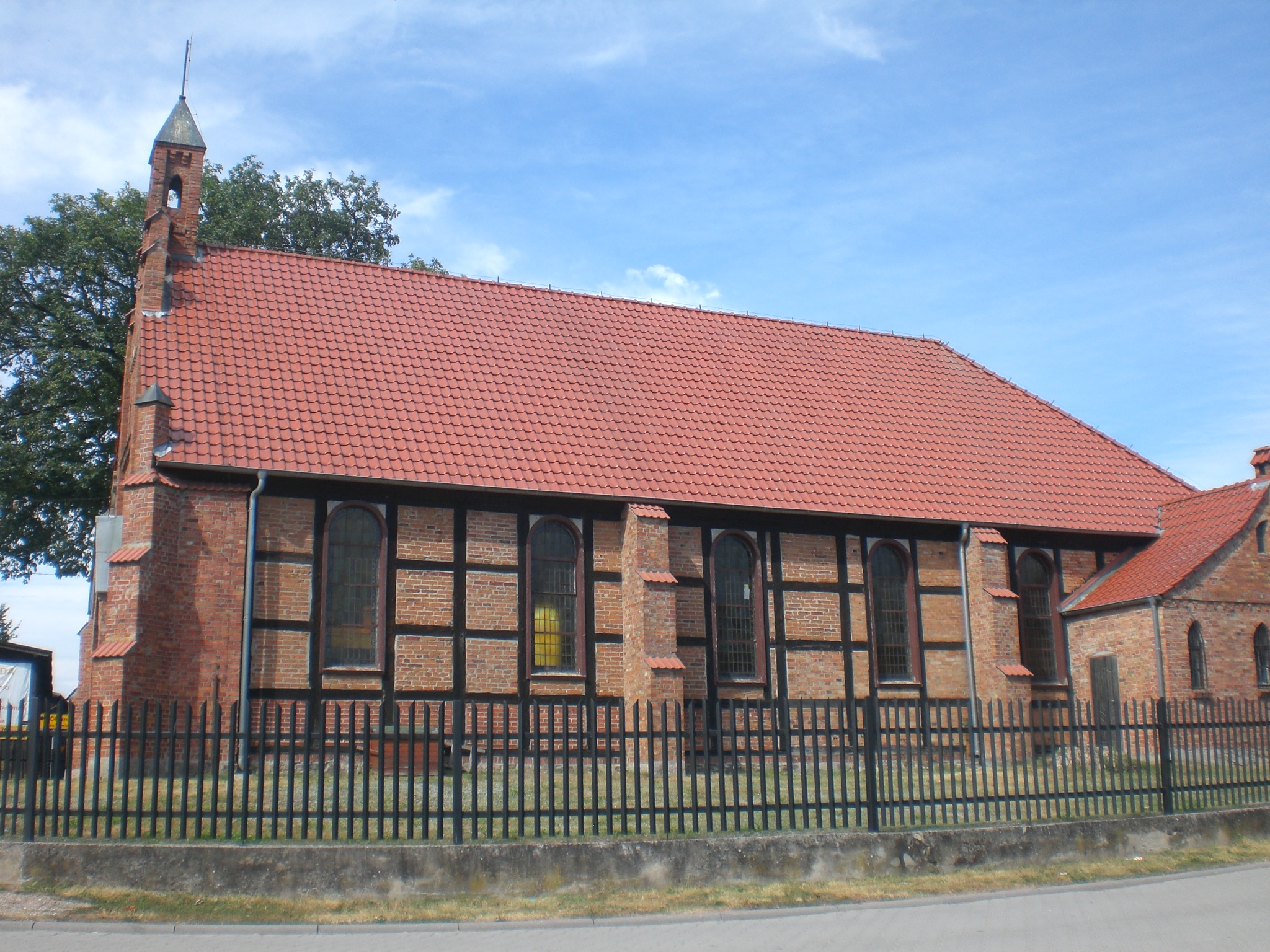
Kerkgebouw